# Zamek w Pafos
Zamek w Pafos – pierwotnie bizantyjski fort znajdujący się u wejścia do portu w Pafos. 

## Historia
Pierwsza forteca broniąca dostępu do portu w Pafos została wzniesiona w czasie przynależności wyspy do Cesarstwa Bizantyńskiego. W XIII wieku, za panowania królów Cypru z dynastii de Lusignan, obiekt został przebudowany. W czasie walk wenecko-tureckich, w 1570 Wenecjanie zniszczyli twierdzę. Po opanowaniu Cypru przez Turcję został zmodernizowany i ponownie przystosowany do celów obronnych. Następnie pełnił funkcje więzienne, a po przejęciu Cypru przez Wielką Brytanię – magazynu soli. Uznany w 1935 za zabytek, pełni od tej pory głównie funkcje kulturalne.